# HD38180
HD38180 є хімічно пекулярною зорею спектрального класу
A3 й має видиму зоряну величину в смузі V приблизно  8,5.